# HMS Zealous (1944)
A HMS Zealous a Brit Királyi Haditengerészet egyik Z osztályú rombolója volt, melyet a Cammell Laird épített 1944-ben. Szolgált a második világháborúban, ahol főként az Északi-tengeren illetve a norvég partoknál tevékenykedett, később pedig részt vett néhány sarkköri konvoj kíséretében is. A háború vége után még tíz évig a Királyi Haditengerészet szolgálatában állt, majd eladták az Izraeli Haditengerészetnek. Izraelben INS Eilat néven állt szolgálatba. Részt vett az 1956-os szuezi válságban, ahol főként egyiptomi hajókat támadott, és még az 1967-es hatnapos háború idején is szolgálatban volt. A háború után pár hónappal süllyedt el, mikor néhány egyiptomi rakétás naszád rakétákat lőtt ki rá. A hajó elsüllyesztése után megnőtt az érdeklődés a kisebb, jobban irányítható rakétás naszádok iránt.

## A második világháborúban
A Zealous a brit Honi Flotta azon négy rombolójának volt az egyike, melyek 525 norvégot mentettek meg, akik három hónapon át a norvégiai Sørøya-sziget hófödte hegyeinek barlangjaiban bujkáltak a német őrjáratok elől. A norvégok kimenekítéséhez a rombolóknak 100 kilométerrel az ellenséges vonalak mögé kellett hatolniuk, de végül sikerült őket a brit Gourock kikötőjébe szállítani.
A Zealous kétszer ment az Egyesült Királyságból Oroszországba, hogy részt vegyen a sarkköri konvojokban. Ezekben főként Norvégia környékéről vittek ellátmányt a Kola-félszigetre. A romboló R.F. Jessel parancsnok irányítása alatt állt, mikor ezeket, az ellenséges tengeralattjárókkal, és repülőgépekkel teli utakat teljesítette.
1945. április 5-én a hajó részt vett egy, a Jøssingfjordba tartó konvoj elleni támadásban a norvég partoknál. Egy teherhajót elsüllyesztettek, kettő pedig megsérült. Mikor a németek már a kapituláció szélén álltak, a Zealoust Koppenhágába küldték. Az ott lévő német katonák a Zealoust német rombolónak nézték, amit az ő kimentésükre küldtek.

## Eilatként
1955-ben a Zealoust eladták az Izraeli Haditengerészetnek, ahol INS Eilat néven állt szolgálatba 1956 júliusában. Nevét az izraeli kikötővárosról, Eilatról kapta. 1956. október 31-én, a szuezi válság idején az Eilat részt vett egy, az egyiptomi Ibrahim al-Awal nevű romboló elleni ütközetben, ahol az ellenséges hajót - mely korábban a Brit Királyi Haditengerészet HMS Mendip nevű, Hunt osztályú rombolója volt - sikerült visszavonulásra kényszeríteni. Ezt követően az egyiptomi rombolót izraeli repülőgépek működésképtelenné tették, ezért az megadta magát. Később ez a hajó is az Izraeli Haditengerészetnél folytatta pályafutását Haifa néven.
Az 1967. július 11. és 12. közti éjjelen, egy őrjárat során az Eilat és két kisebb izraeli torpedónaszád két egyiptomi torpedónaszáddal találkozott Rumani partjainál. A csata során mindkét egyiptomi hajót elsüllyesztették.
Az Eilatot 1967. október 21-én süllyesztették el a Sínai-félszigeten fekvő Port Szaíd partjainál, mikor az egyiptomi hajók négy P–15 Tyermit rakétát lőttek ki rá. Egy rutinőrjárat során, mikor az Eilat kb. 27 kilométerre haladt az egyiptomi partoktól, egy egyiptomi, Komar osztályú rakétanaszád két rakétát lőtt az izraeli hajóra Port Szaíd térségéből. Az Eilat radarjai nem észleltek gyanús mozgást, mivel a támadó hajó még a kikötőben állt a rakéták kilövésekor. Mikor a rakétákat észlelték, a kapitány kitérő manővert rendelt el, de 17 óra 32 perckor a hajót így is eltalálta az első rakéta nem sokkal a vízszint felett. Két perccel később a második rakéta is eltalálta a hajót, további károkat okozva. Miközben az Eilat kezdett oldalra dőlni, a legénység a sebesültekkel és a hajó sérüléseivel foglalkozott, valamint várták, hogy segítségükre siessen egy másik izraeli hajó. Egy órával később viszont egy újabb egyiptomi rakétanaszád lőtt ki két Tyermit rakétát a Port szaídi kikötőből az Eilatra. A harmadik rakéta eltalálta a hajó közepét, újabb károkat és tüzeket okozva, a negyedik rakéta viszont a vízbe csapódott. Két perccel később az Eilat elsüllyedt. A 199 fős legénységből 47-en meghaltak, 41-en pedig megsérültek.

### Az elsüllyesztés következményei
Bár akkortájt nem híresztelték, a hajó elsüllyesztésének jelentős hatása lett az Izraeli Haditengerészetre. Izrael ekkor kezdett olyan hajók kifejlesztésébe, melyek alkalmasabbak a rakétás hadviselésre, főként kicsi és hatékony, rakétákkal felfegyverkezett hajókéba, melyek képesek az izraeli partok mentén őrjáratozni valamint gyors hadműveleteket végrehajtani a part közelében, ugyanakkor el tudják kerülni az ellenséges rakétákat, és lerázni a nagyobb hajókat. Az Eilat elsüllyesztése bebizonyította az irányított rakéták harctéri hatékonyságát is, ami arra ösztökélte sok ország haditengerészetét, hogy folytassák az új fegyverekkel való támadásra, és az ellenük való védekezésre irányuló stratégiák kidolgozását.

## Lásd még
- HMS Zealous nevet viselő hajók listája.
- INS Eilat nevet viselő hajók listája.